# Kristers Tobers
Kristers Tobers (Dobele, 13 de diciembre de 2000) es un futbolista letón que juega en la demarcación de centrocampista para el Aberdeen F. C. de la Scottish Premiership.

## Selección nacional
Tras jugar con la selección de fútbol sub-16 de Letonia, la sub-17, la sub-18, la sub-19 y con la sub-21, finalmente debutó con la selección absoluta el 21 de marzo de 2019. Lo hizo en un partido de clasificación para la Eurocopa 2020 contra Macedonia del Norte que finalizó con un resultado de 3-1 a favor del conjunto macedonio tras los goles de Ezgjan Alioski y un doblete de Elif Elmas para Macedonia, y un autogol de Darko Velkovski para Letonia.

## Clubes
| Club                    | País    | Año       | Partidos | Goles |
| ----------------------- | ------- | --------- | -------- | ----- |
| FK Liepāja              | Letonia | 2016-2020 | 59       | 5     |
| Lechia Gdańsk           | Polonia | 2020-2023 | 70       | 0     |
| Grasshopper Club Zürich | Suiza   | 2023-2025 | 44       | 1     |
| Aberdeen F. C.          | Escocia | 2025-     | 13       | 0     |

## Palmarés

### Campeonatos nacionales
| Título          | Club           | País    | Año  |
| --------------- | -------------- | ------- | ---- |
| Copa de Letonia | FK Liepāja     | Letonia | 2017 |
| Copa de Escocia | Aberdeen F. C. | Escocia | 2025 |